# Aegomorphus gigas
Aegomorphus gigas es una especie de escarabajo longicornio del género Aegomorphus,  subfamilia Lamiinae. Fue descrita científicamente por Galileo & Martins en 2012.
Se distribuye por Brasil y Perú. Mide 18-23,7 milímetros de longitud.